# Flexicurity
Flexicurity (ett teleskopord av flexibility och security) vilket betecknar en välfärdsmodell med en proaktiv arbetsmarknadspolitik. Det karakteriseras av lätthet att anställa och säga upp, vilket ökar flexibiliteten för arbetsgivare, samtidigt som arbetssökande erhåller höga ersättningar (vilket medför trygghet). Modellen implementerades först i Danmark av den socialdemokratiska statsministern Poul Nyrup Rasmussen på 1990-talet.
Europeiska unionen har undersökt ifall flexicurity är en möjlig framtida EU- modell, främst då modellen har medfört att arbetslösheten i Danmark nu ligger på 4,5 %. Till skillnad från "Ungdomsarbetslagarna" som föreslagits i Frankrike, diskriminerar denna modell inte mot någon grupp så som unga, utan ställer samma förväntningar på alla: om man är arbetslös så skall man kontinuerligt söka arbete eller vidare utbildning för att få tillgång till och erhålla arbetslöshetsersättning.